# Corte costituzionale della Romania
La Corte costituzionale della Romania (in romeno Curtea Constituțională a României) è l'organo di giustizia costituzionale della Romania, preposto a giudicare la conformità alla Costituzione delle leggi e degli atti con forza di legge.
È costituito da nove membri con un mandato individuale non rinnovabile di nove anni. Tre nuovi giudici vengono nominati a cicli di tre anni. Presidente della Romania, Senato e Camera dei deputati esprimono tre membri ciascuno.
Le sue funzioni sono regolate dal Titolo V della Costituzione della Romania.

## Storia
In seguito alla rivoluzione romena del 1989, l'assemblea costituente entrata in carica nel 1990 inserì tra la previsioni della nuova carta fondamentale democratica un organo di controllo costituzionale che era assente nel precedente ordinamento e basato sul modello francese, pur non riprendendone integralmente le attribuzioni. In epoca socialista le competenze riguardanti il controllo sulla costituzionalità delle leggi erano demandate al parlamento monocamerale, la Grande assemblea nazionale, mentre secondo la Costituzione del 1923 tale compito era affidato all'Alta corte di cassazione e giustizia.
La nuova Costituzione entrò in vigore l'8 dicembre 1991. Una delle sue disposizioni transitorie, l'art. 152, prevedeva che entro sei mesi sarebbe dovuta essere istituita la Corte costituzionale, mentre i suoi primi nove membri sarebbero stati nominati da Presidente della Romania, Senato e Camera dei deputati per tre diversi termini (tre, sei e nove anni), in modo da rispettare l'alternanza triennale tra i giudici.
I primi giudici furono indicati nel giugno 1992, in seguito all'emanazione della legge 47 del 18 maggio 1992 sull'organizzazione e sul funzionamento della Corte costituzionale. Il primo atto del nuovo organo fu emesso il 30 giugno 1992.
La riforma costituzionale ratificata dal referendum del 2003 ampliò i poteri della Corte, che fu incaricata anche di risolvere i sempre più frequenti conflitti istituzionali tra le autorità pubbliche. Tale attribuzione vide amplificare il ruolo e la portata delle sue sentenze, specialmente dopo l'elezione di Traian Băsescu a capo di Stato, comportando il rischio della politicizzazione delle nomine dei giudici e il pericolo della trasformazione dell'organo in un legislatore attivo. Prima della riforma le decisioni della Corte potevano essere ribaltate dal voto parlamentare di due terzi dei membri di ciascuna camera, ma la modifica dell'ex art. 145 delle Costituzione, rafforzata dalle previsioni del nuovo art. 147, rese le sentenze implicitamente definitive.

## Competenze
(Art. 142 della Costituzione della Romania)
La Corte si presenta come un organo a carattere politico-giuridico. La sua natura politica deriva dalle caratteristiche proprie delle nomine, mentre quella giuridica dalle procedure di verifica, dallo statuto dei giudici e dai suoi principi di funzionamento.
È l'unico organo con giurisdizione costituzionale in Romania, è indipendente dalle altre autorità pubbliche ed è soggetto solamente alla Costituzione e alla sua legge organica di funzionamento. 
Il suo scopo è quello di assicurare il controllo della costituzionalità delle leggi, dei trattati internazionali, dei regolamenti del Parlamento e delle ordinanze di governo. Sono considerate incostituzionali tutte le previsioni che violano le disposizioni o i principi della Costituzione.
La Corte può esprimersi solamente sulla costituzionalità dei punti per la quale le altre autorità che ne abbiano diritto le si rivolgono e non può legiferare o completare gli atti oggetto di analisi. Le sue decisioni sono definitive e inappellabili. Parimenti la Corte non può realizzare controlli autonomi, mentre si pronuncia esclusivamente su contestazione di altre specifiche autorità, definite dalla legge in base alla tipologia di verifica costituzionale richiesta. In caso di compatibilità legislativa le procedure giuridiche della Corte vengono completate dalle regole di procedura civile, su decisione dello stesso organo.
Gli atti della Corte vengono approvati a maggioranza semplice con un quorum di due terzi dei membri e non è permessa l'astensione dal voto. Le sedute sono pubbliche, tranne per eccezionali casi motivati in cui si tengano a porte chiuse. Le due fasi del processo di giudizio sono dibattito e delibera, che avviene in segreto.

## Attribuzioni
L'art. 146 della Costituzione elenca le attribuzioni della Corte costituzionale:
- Giudica la costituzionalità delle leggi prima della promulgazione.
- Giudica la costituzionalità dei trattati.
- Giudica la costituzionalità dei regolamenti del Parlamento.
- Delibera sulle eccezioni di incostituzionalità di leggi e ordinanze in vigore.
- Risolve i conflitti giuridici tra le autorità pubbliche.
- Garantisce l'osservanza delle procedure di elezione del capo di Stato.
- Accerta le circostanze che giustificano l'esercizio ad interim della funzione di Presidente della Romania.
- Fornisce la propria opinione sulla proposta di sospensione del Presidente della Romania.
- Garantisce l'osservanza delle procedure per i referendum.
- Controlla le condizioni per l'esercizio dell'iniziativa legislativa da parte dei cittadini.
- Delibera sulle obiezioni di incostituzionalità dei partiti politici.

### Attribuzioni relative al controllo della costituzionalità delle leggi e di altri atti
La Corte si pronuncia sulla costituzionalità delle leggi prima della loro promulgazione su notifica del Presidente della Romania, di uno dei presidenti delle camere, del Governo, dell'Alta corte di cassazione e giustizia, dell'avvocato del popolo, o di un numero di almeno 50 deputati o 25 senatori.
Si pronuncia d'ufficio, invece, sui progetti di revisione della Costituzione. In tal caso la Corte ha l'obbligo di emettere una decisione entro dieci giorni dalla registrazione del progetto di legge. La decisione della Corte va obbligatoriamente allegata al progetto di legge in modo da proseguire con le procedure di approvazione parlamentare.
Nel caso in cui una legge, ordinanza o regolamento sia dichiarato incostituzionale prima della sua promulgazione, il Parlamento ha l'obbligo di analizzare nuovamente i punti ritenuti tali dalla Corte. Gli effetti giuridici delle disposizioni incostituzionali dell'atto vengono sospesi fino ad una loro soluzione da parte del legislatore. Nel caso in cui passino più di 45 giorni dalla pubblicazione della decisione della Corte in Gazzetta ufficiale, gli effetti giuridici vengono definitivamente persi. Precedentemente alla riforma costituzionale del 2003 il Parlamento aveva la possibilità di rovesciare la decisione della Corte costituzionale, con il voto di almeno due terzi dei membri di ogni camera. Storicamente, tuttavia, non si è mai giunti a tale situazione.
La Corte, inoltre, giudica la costituzionalità dei trattati e degli accordi internazionali, su notifica di uno dei presidenti delle camere, o di un numero di almeno 50 deputati o 25 senatori. I trattati dichiarati incostituzionali non possono essere ratificati.
Ha competenza anche sulla verifica della costituzionalità dei regolamenti del Parlamento, su notifica di uno dei presidenti delle camere, di un gruppo parlamentare, o di un numero di almeno 50 deputati o 25 senatori.
In relazione all'attribuzione di controllo della costituzionalità dell'attività legislativa la Corte è incaricata di verificare le condizioni per l'esercizio dell'iniziativa legislativa da parte dei cittadini, in ottemperanza alle disposizioni degli articoli 74 e 150 della Costituzione, che regolano tale aspetto.

### Soluzione delle eccezioni di incostituzionalità
È possibile analizzare la costituzionalità di leggi e ordinanze anche a posteriori, cioè dopo la loro promulgazione. In tal caso la Corte viene delegata dai tribunali ordinari, o dall'avvocato del popolo secondo il processo di eccezione di incostituzionalità (excepțiă de neconstituționalitate). Si tratta di un istituto giuridico tramite il quale i cittadini possono richiedere il parere della Corte. Mentre l'avvocato del popolo ha facoltà di richiedere il controllo direttamente alla Corte, i cittadini possono farlo in sede processuale con l'intermediazione dei tribunali, nel caso in cui se ne faccia richiesta e solo secondo determinati requisiti.
Il ricorso all'eccezione di incostituzionalità viene ammesso esclusivamente nel caso in cui riguardi una legge o ordinanza (ma non un atto amministrativo), la legge sia in vigore e la soluzione della causa dipenda dalla decisione della Corte costituzionale. Non è consentito il richiamo all'istituto dell'eccezione di incostituzionalità nei casi in cui la Corte si sia già espressa precedentemente sullo stesso atto oggetto di analisi.

### Soluzione dei conflitti tra autorità pubbliche
Nel caso di conflitti di natura costituzionale tra diverse autorità pubbliche, la Corte interviene per la loro soluzione, su notifica del Presidente della Romania, di uno dei presidenti delle camere, del primo ministro, o del presidente del Consiglio superiore della magistratura.

### Attribuzioni relative all'elezione del Presidente della Romania e ai referendum
La Corte è responsabile della verifica dell'osservanza delle procedure di elezione del Presidente della Romania e, oltre a ciò, è incaricata della convalida del risultato delle elezioni presidenziali. In tale ambito gestisce le contestazioni riguardanti la registrazione o il respingimento delle domande di iscrizione dei candidati e si esprime sugli appelli dei candidati e dei partiti che denuncino l'impossibilità di svolgere la propria campagna elettorale.
Nella sfera delle attribuzioni relative al capo di Stato, nel caso in cui si verifichi tale evento, la Corte accerta la sussistenza delle condizioni che a livello costituzionale giustifichino l'esercizio ad interim della funzione di Presidente della Romania e ne dà comunicazione al Parlamento e al Governo.
Qualora il Parlamento avvii le procedure per la destituzione del capo di Stato, la Corte fornisce il proprio parere consultivo sulla legittimità e la legalità del rapporto redatto dalla Commissione parlamentare d'inchiesta per la sospensione del Presidente della Romania. La Corte costituzionale è incaricata di convalidare anche il risultato del referendum popolare indetto per tale scopo. Per espletare le proprie funzioni la Corte può richiedere all'Ufficio elettorale e alle autorità pubbliche informazioni e documenti supplementari. Oltre che per il referendum di sospensione del Presidente, la Corte è incaricata della verifica del rispetto delle procedure di organizzazione e svolgimento, nonché della convalida dei risultati, anche per gli altri tipi di referendum (consultivi e costituzionali).

### Giudizio sulla costituzionalità dei partiti politici
La Corte è chiamata a giudicare le contestazioni riguardanti la costituzionalità dei partiti politici, su notifica del Governo, oppure del presidente di una delle camere sulla base di un atto precedentemente adottato dal Parlamento. La Corte, quindi, emette decisioni relative all'autorizzazione o al dissolvimento del partito. Se dichiarato anticostituzionale, la decisione viene comunicata al tribunale di Bucarest per procedere alla radiazione dal registro dei partiti politici. L'incostituzionalità di un partito viene decretata nel caso di violazioni dell'art. 40 della Costituzione, che vieta alle organizzazioni politiche di schierarsi contro il pluralismo politico, i principi dello stato di diritto, la sovranità, l'integrità territoriale e l'indipendenza della Romania.

## Atti della Corte costituzionale
La corte emana tre tipi di atti:
- Decisioni (Decizii):
Per esprimersi sulla costituzionalità di leggi, trattati e regolamenti del Parlamento; sulle eccezioni di incostituzionalità; sulla soluzione di conflitti giuridici tra autorità pubbliche; sulle contestazioni riguardanti la costituzionalità di un partito politico.
- Delibere (Hotărâri)
Per esprimersi sul rispetto delle procedure per l'elezione del Presidente della Romania e sulla conferma dei risultati delle elezioni presidenziali; sulla verifica della sussistenza delle condizioni di un mandato ad interim del Presidente della Romania; sulla verifica delle condizioni dell'esercizio dell'inizia legislativa da parte dei cittadini.
- Opinioni (Avize)
Per fornire il proprio parere consultivo sulla proposta di sospensione del Presidente della Romania.

Decisioni e delibere sono emanate in nome della legge. Tutti gli atti della Corte costituzionale vengono pubblicati sulla Gazzetta ufficiale (Monitorul oficial), parte I.
Gli atti sono incontestabili e hanno effetti legali solamente nel futuro, senza retroattività.

## Composizione

### Nomina dei membri
La Corte è composta da nove membri, nominati per un mandato di nove anni che non può essere rinnovato. Nessun giudice può essere destituito dall'incarico prima della fine del mandato, tranne nei casi di perdita del diritto di voto, incompatibilità, impossibilità di esercitare le funzioni per più di sei mesi, o per perdita della cittadinanza o del domicilio in Romania, di iscrizione ad un partito politico e per gravi violazioni al regolamento della Corte. Nel caso di dimissioni, viene nominato un nuovo giudice, che assume l'incarico per un periodo limitato fino al termine del mandato previsto per il membro che sostituisce.
Per far parte della Corte non è obbligatorio essere magistrati; in base all'art. 143 della Costituzione sono necessarie un'alta formazione in giurisprudenza e un'anzianità di almeno 18 anni in ambito giuridico o accademico. La figura del giudice deve essere indipendente, per cui il ruolo è incompatibile con qualunque altra funzione pubblica o privata, eccezion fatta per l'insegnamento universitario.
I membri sono nominati da Presidente della Romania, Senato e Camera dei deputati, che esprimono tre giudici ciascuno. Tali istituzioni indicano ognuna un nuovo giudice ogni tre anni in sostituzione dei precedenti giunti a fine mandato, in modo da rinnovare un terzo della composizione della Corte ad ogni triennio. Per quanto riguarda i membri nominati dal Presidente della Romania, questi entrano in carica su diretto decreto presidenziale. Quelli scelti dalle camere, invece, necessitano di approvazione parlamentare. L'aspirante alla funzione di giudice viene proposto dall'Ufficio permanente di ciascuna camera sulla base di un rapporto della rispettiva Commissione giuridica, che ha precedentemente realizzato un colloquio con il candidato. È nominato giudice chi ottiene il maggior numero di voti, a condizione del rispetto del quorum stabilito al 50% +1 dei deputati o senatori.

### Presidente della Corte costituzionale
Il presidente della Corte costituzionale è uno dei nove membri, eletto a maggioranza dai colleghi tramite voto segreto. Il mandato ha una durata di tre anni e può essere rinnovato. Ogni gruppo di giudici (eletto da Presidente, Senato o Camera dei deputati) può proporre un solo candidato. Nel caso in cui non si ottenga la maggioranza al primo turno di scrutinio, per la nomina del presidente si procede a un secondo turno tra i due candidati più votati. Le operazioni di voto sono presiedute dal giudice più anziano.
Nel caso in cui la funzione sia vacante, la Corte elegge un nuovo presidente solamente fino al termine del triennio in cui tre nuovi giudici entreranno in carica.
Il presidente della Corte costituzionale svolge i seguenti compiti:
- Coordina le attività della Corte.
- Convoca e presiede le sedute.
- Designa un giudice relatore nei casi previsti dalla legge e stabilisce i termini di giudizio.
- Rappresenta la Corte nei rapporti con le altre autorità.
- Ratifica la fine del mandato dei giudici e si rivolge alle autorità che li hanno nominati al fine di occupare le posizioni vacanti.
- Sorveglia le attività di bilancio del segretariato generale della Corte.
- Emette ordini nella sfera dell'esercizio della gestione amministrativa della Corte.

### Membri

#### Composizione attuale
In base alle ultime nomine a giudice avvenute nel 2022, gli attuali membri della Corte costituzionale sono:
| Giudice                    | Nominato da              | Inizio mandato | Fine mandato |
| -------------------------- | ------------------------ | -------------- | ------------ |
| Mihaela Ciochină           | Presidente della Romania | 2022           | 2031         |
| Livia Stanciu              | Presidente della Romania | 2016           | 2025         |
| Simina Tănăsescu           | Presidente della Romania | 2019           | 2028         |
| Laura Iuliana Scântei      | Senato                   | 2022           | 2031         |
| Marian Enache (presidente) | Senato                   | 2016           | 2025         |
| Cristian Deliorga          | Senato                   | 2019           | 2028         |
| Bogdan Licu                | Camera dei deputati      | 2022           | 2031         |
| Attila Varga               | Camera dei deputati      | 2016           | 2025         |
| Gheorghe Stan              | Camera dei deputati      | 2019           | 2028         |

#### Ex membri
A partire dalle prime nomine avvenute nel 1992, i giudici che hanno fatto parte della Corte costituzionale sono stati:
| Giudici nominati dal Presidente della Romania | Giudici nominati dal Presidente della Romania | Giudici nominati dal Presidente della Romania |
| Giudice                                       | Inizio mandato                                | Fine mandato                                  |
| --------------------------------------------- | --------------------------------------------- | --------------------------------------------- |
| Vasile Gionea                                 | 1992                                          | 1995                                          |
| Mihai Constantinescu                          | 1992                                          | 1998                                          |
| Florin Bucur Vasilescu                        | 1992                                          | 2001                                          |
| Ioan Deleanu                                  | 1995                                          | 1996                                          |
| Nicolae Popa                                  | 1996                                          | 2004                                          |
| Lucian Mihai                                  | 1998                                          | 2001                                          |
| Șerban Viorel Stănoiu                         | 2001                                          | 2010                                          |
| Petre Ninosu                                  | 2001                                          | 2008                                          |
| Acsinte Gaspar                                | 2004                                          | 2013                                          |
| Augustin Zegrean                              | 2007                                          | 2016                                          |
| Petre Lăzăroiu                                | 2008                                          | 2019                                          |
| Daniel Morar                                  | 2013                                          | 2022                                          |

| Giudici nominati dal Senato della Romania | Giudici nominati dal Senato della Romania | Giudici nominati dal Senato della Romania |
| Giudice                                   | Inizio mandato                            | Fine mandato                              |
| ----------------------------------------- | ----------------------------------------- | ----------------------------------------- |
| Miklos Fazakás                            | 1992                                      | 1995                                      |
| Antonie Iorgovan                          | 1992                                      | 1996                                      |
| Viorel Mihai Ciobanu                      | 1992                                      | 1998                                      |
| Costică Bulai                             | 1995                                      | 2004                                      |
| Romul Petru Vonica                        | 1996                                      | 2001                                      |
| Gábor Kozsokár                            | 1998                                      | 2007                                      |
| Nicolae Cochinescu                        | 2001                                      | 2010                                      |
| Ion Predescu                              | 2004                                      | 2013                                      |
| Valentin Zoltán Puskás                    | 2007                                      | 2016                                      |
| Iulia Antoanella Motoc                    | 2010                                      | 2013                                      |
| Toni Greblă                               | 2013                                      | 2015                                      |
| Mona Pivniceru                            | 2013                                      | 2022                                      |
| Maia Teodoroiu                            | 2015                                      | 2019                                      |

| Giudici nominati dalla Camera dei deputati della Romania | Giudici nominati dalla Camera dei deputati della Romania | Giudici nominati dalla Camera dei deputati della Romania |
| Giudice                                                  | Inizio mandato                                           | Fine mandato                                             |
| -------------------------------------------------------- | -------------------------------------------------------- | -------------------------------------------------------- |
| Ion Filipescu                                            | 1992                                                     | 1995                                                     |
| Victor Dan Zlătescu                                      | 1992                                                     | 1998                                                     |
| Ioan Muraru                                              | 1992                                                     | 2001                                                     |
| Lucian Stângu                                            | 1995                                                     | 2004                                                     |
| Constantin Doldur                                        | 1998                                                     | 2006                                                     |
| Ioan Vida                                                | 2001                                                     | 2010                                                     |
| Aspazia Cojocaru                                         | 2004                                                     | 2013                                                     |
| Tudorel Toader                                           | 2006                                                     | 2016                                                     |
| Mircea Ștefan Minea                                      | 2010                                                     | 2019                                                     |
| Valer Dorneanu                                           | 2013                                                     | 2022                                                     |

#### Presidenti
| N° | Giudice          | Inizio mandato | Fine mandato |
| -- | ---------------- | -------------- | ------------ |
| 1° | Vasile Gionea    | 1992           | 1995         |
| 2° | Ioan Muraru      | 1995           | 1998         |
| 3° | Lucian Mihai     | 1998           | 2001         |
| 4° | Nicolae Popa     | 2001           | 2004         |
| 5° | Ioan Vida        | 2004           | 2010         |
| 6° | Augustin Zegrean | 2010           | 2016         |
| 7° | Valer Dorneanu   | 2016           | 2022         |
| 8° | Marian Enache    | 2022           | In carica    |